# Étanchéité à l'air
Pour les articles homonymes, voir Étanchéité.
L’étanchéité à l'air est l'ensemble des dispositions constructives mises en œuvre pour qu'un bâtiment soit étanche à l'air. L'étanchéité à l'air décrit la façon dont l’enveloppe d’un bâtiment empêche les fuites d’air. Le but est d’éviter les déperditions thermiques (flux d'air chaud pour un bâtiment chauffé et d'air froid pour un bâtiment climatisé).
L'étanchéité à l'air se mesure en mettant en surpression un bâtiment à l'aide d'une porte soufflante et est un critère d'obtention de certains labels relatif à la performance énergétique (Maison 3 litres, Haute qualité environnementale, , etc.).
Dans un contexte de bâtiment de plus en plus étanches à l'air, la question du renouvellement de l'air intérieur devient prépondérante. La mise en place d'une ventilation mécanique permet un débit d'air régulier pour des questions sanitaires. Les défauts d'étanchéité à l'air engendrent des inconforts (sensation de courants d'air), diminue la performance énergétique de l'ouvrage et peut conduire à des condensations.

## Définitions
Le monde du bâtiment a un vocabulaire propre, visant à décrire les techniques de construction (de) à chaque métier. Le Dicobat comprend plus de 17 000 définitions différentes, tandis que le dictionnaire du BTP des éditions Eyrolles en comprend plus de 10 000. L'étanchéité à l'air désigne la capacité d'un bâtiment à résister au passage de l'air, pour éviter les déperditions thermiques par infiltration d'air. 
Il ne faut pas confondre l'étanchéité à l'air avec l'« étanchéité », qui désigne les techniques de construction qui ont pour objet de rendre étanche une paroi, et l'« étanchéité à l'eau » qui vise à protéger le bâtiment du passage de l'eau sous forme liquide, solide ou gazeuse.

## But de l'étanchéité à l'air
Les bâtiments dans les pays septentrionaux se conçoivent de plus en plus comme des enveloppes étanches à l'air, ce qui pose le problème éventuel du renouvellement de l'air intérieur. Toute infiltration d'air entraîne une consommation supplémentaire de chaleur en hiver, de froid en été. 
Les déperditions thermique occasionnés par une mauvaise étanchéité à l'air peuvent être très préjudiciables à l'efficacité énergétique d'un bâtiment, préoccupation majeure des standards issus de l'écoconception et des approches de type haute qualité environnementale comme le « maison passive/Passivhaus » allemand, la réglementation thermique française, ou les labels français comme la Haute performance énergétique (HPE) ou Bâtiment basse consommation (BBC), la Maison 3 litres allemande, Minergie suisse, etc.

## Caractérisation de l'étanchéité à l'air

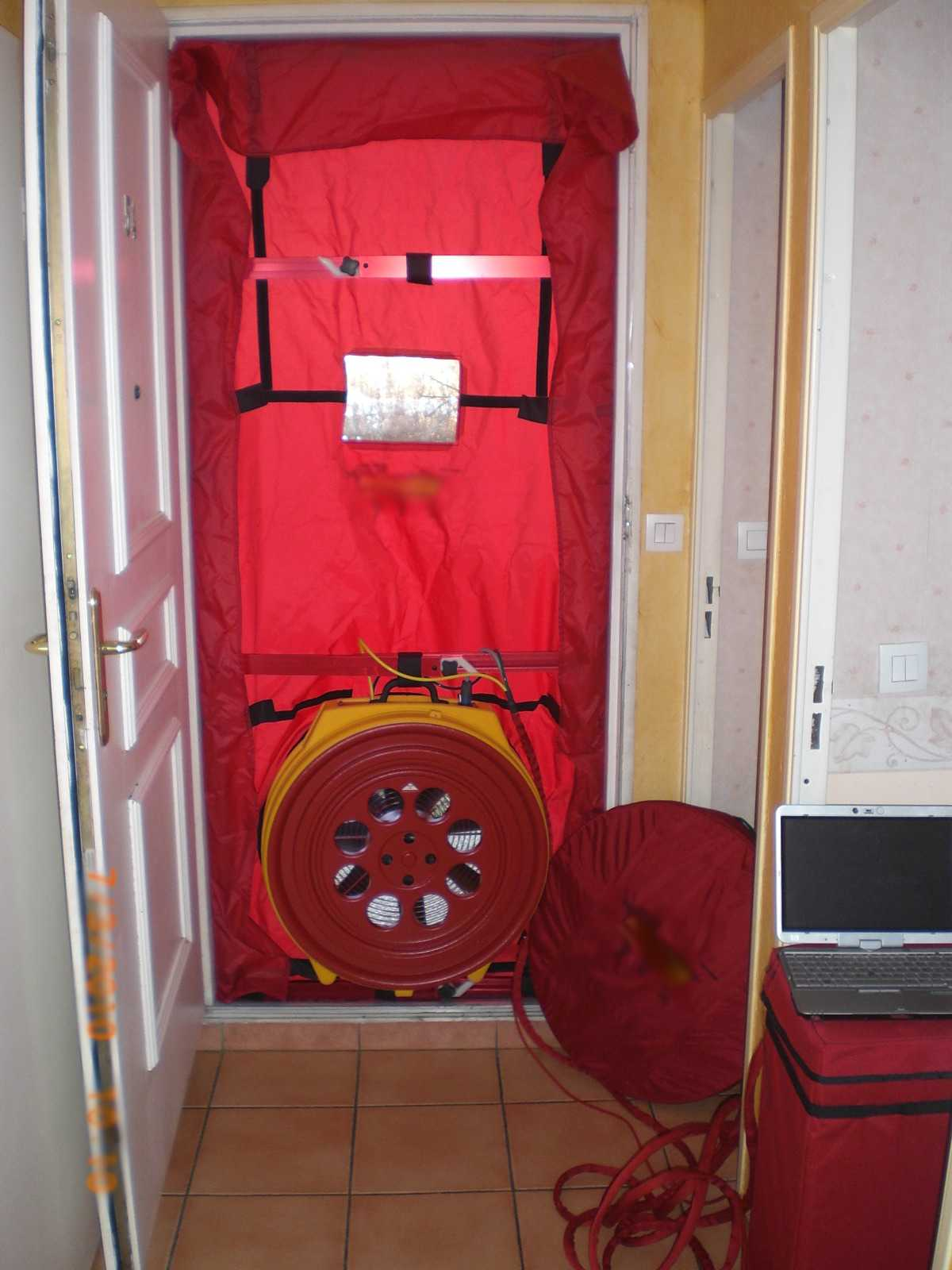
Une porte soufflante pour mettre en surpression un bâtiment.

L’étanchéité à l’air peut être caractérisée de différentes manières : 
- en renouvellement d’air par heure à une certaine pression. (Canada - 50 Pa, RAH à 50 Pa[6]) ;
- en surface de fuite équivalente[6] : Taille d’un seul trou dans l’enveloppe de votre maison, qui équivaut au total de tous les trous ou de toutes les ouvertures d’où s’échappe l’air (Canada).

En Belgique, l'étanchéité à l'air est mesurée par un essai de pressurisation décrite par la spécification technique unifiée STS-P 71-3 « Étanchéité à l’air des bâtiments, Essai de pressurisation ». Le bâtiment est mis en surpression au moyen d'une porte soufflante et le renouvellement de l'air est mesuré pour une pression de 50 Pa.
Pour vérifier la bonne étanchéité du bâtiment, on effectue un test d'infiltrométrie en cours de chantier après le clos et couvert et avant toute finition, pour pouvoir accéder à tous les recoins et faire les reprises si besoin.

## Concevoir et construire un bâtiment étanche à l'air
Lors de la conception, la maîtrise d’œuvre peut limiter les risques d'infiltration en dessinant les plans de détails en imaginant un fil continu étanche. Lors de l’exécution, les entreprises de chaque corps de métier doivent être sensibilisées sur leurs devoirs et les recommandations en matière d'étanchéité à l'air. Une attention particulière doit être menée sur tous les détails d'exécution, notamment les interfaces entre corps de métier, par exemple entre les lots menuiseries extérieures, gros œuvre et doublage. 
Une étanchéité à l'air performante s'obtient avec une mise en œuvre soignée et respectant les règles de l'art. Par exemple, contrairement à des messages trompeurs qui circulent dans le milieu du bâtiment, la mousse polyuréthane en bombe ne peut pas être utilisée comme un calfeutrement,. Elle sèche au bout de très peu de temps et s'effrite à la moindre dilatation, exposant le bâtiment aux infiltrations d'air et d'eau.

## Défauts d'étanchéité à l'air
Lorsqu'un bâtiment est construit sans souci de sa parfaite étanchéité à l'air, son enveloppe et ses parois séparatives entre locaux chauffés et locaux froids comportent des faiblesses. La plupart des défauts concernent des difficultés en chantier :
- planéité des supports non respectées, entraînant une pose difficile pour le lot suivant[Note 1] : par exemple, des appuis de fenêtres ne respectant pas les tolérances dimensionnelles des menuiseries[9] ;
- défaut d’étanchéité au droit des pénétrations (passage de câbles, sorties de réseaux), par exemple, les fourreaux du réseau électrique doivent être calfeutré aux passages de câbles[9] ;
- défaut de conception des coffres de volets roulants[9] ;
- défaut d’étanchéité au niveau des liaisons entre façades et planchers[9].

### Impacts des défauts
Les défauts d’étanchéité ramènent de l’air extérieur pollué à l'intérieur du bâtiment. Au contact des matériaux qu'il traverse, l'air peut se charger de fibres d'isolant, de composés organiques volatils (COV) ou de moisissures, ce qui diminue la qualité de l'air intérieur. La circulation d'air à l'intérieur du bâtiment est perturbée et peut entraîner des sensations inconfortables et diminue la performance thermique du bâtiment, non conçu pour des entrées d'air parasite.
Ces infiltrations entre espaces chauffés et espaces non chauffés ou extérieur donnent lieu à de la condensation. Cette condensation peut s'accumuler dans les isolants ou tout autre recoin sans que personne s'en aperçoive, jusqu'à détériorer complètement l'enveloppe thermique voire la structure.